# Arthur de Capell Brooke
Pour les articles homonymes, voir Capel et Brooke.
Cet article possède un paronyme, voir Arthur Capel.
 (février 2017).
Si vous disposez d'ouvrages ou d'articles de référence ou si vous connaissez des sites web de qualité traitant du thème abordé ici, merci de compléter l'article en donnant les références utiles à sa vérifiabilité et en les liant à la section « Notes et références ».
Arthur de Capell Brooke (1791 - 1858), 2e baronnet, est un écrivain et voyageur britannique, membre de la Royal Geographical Society (1823), et co-instaurateur du Raleigh Club (1827).